# Олег Корнаухов
Олег Корнаухов (на руски: Олег Корнаухов) е бивш руски футболист, защитник. Най-известен като играч на ЦСКА Москва, за който играе в периода 1998 – 2003 г. Директор е на школата на „армейците“ и водещ на предаването „По коням“ на клубния канал.

## Клубна кариера
Започва кариерата си в тима на Звезда (Москва), за който записва 2 мача през 1991 г. След това преминава в Торпедо (Москва), където под ръководството на Валентин Козмич Иванов става титулярен ляв бек. „Черно-белите“ обаче не записват сериозни успехи по това време и през лятото на 1997 г. Корнаухов преминава в Шинник Ярославъл. Тимът е една от изненадите в шампионата и завършва шампионата на 4-то място. След силен полусезон в Шинник, Корнаухов е привлечен от ПФК ЦСКА (Москва).
Бранителят веднага се налага отляво на отбраната на „армейците“, формирайки отбранителната линия заедно с Максим Боков, Евгений Варламов и Валерий Минко. След слаб първи полусезон, начело на тима застава Олег Долматов, под чието ръководство ЦСКА записва 12 поредни победи, а през втория полусезон са допуснати едва 4 гола във вратата на ЦСКА. През 1999 г. московчани завършват на трета позиция в шампионата, продължавайки силните си представяния. Общо записва 104 срещи в Премиер лигата, в които вкарва 7 попадения.
През 2002 г. новият треньор Валери Газаев обявява Корнаухов за ненужен. По това време защитникът лекува травма, а до лятото на 2002 г. е в дублиращия отбор. По покана на Вадим Никонов преминава под наем в Торпедо ЗИЛ и помага на тима да се задържи в Премиер лигата. В началото на сезон 2003 получава наказание за 5 мача за нарушение срещу Исау Канейда. Впоследствие президентът на Торпедо Юрий Белоус забранява на Корнаухов да тренира с тима и защитникът се връща в дубъла на ЦСКА.
Впоследствие сменя още няколко отбора (включително и завръщания в Торпедо Москва и Шинник), но не успява да се върне на предишното си ниво.

## Национален отбор
Изиграва само 1 мач за руския национален отбор – приятелска среща с Бразилия, загубена с 1:5. Корнаухов вкарва и единствения гол за „Сборная“ в мача от дузпа.

## Успехи
- В списъка „33 най-добри“ – № 3 – 1998, 1999